# Santa Maria de la Sanabra
Santa Maria de la Sanabra és una església de Santa Margarida i els Monjos (Alt Penedès) inclosa a l'Inventari del Patrimoni Arquitectònic de Catalunya.

## Descripció
L'església romànica de Santa Maria de la Sanabra és un edifici d'una sola nau amb absis semicircular i coberta de teula a dues vessants, sostinguda i molt ben conservats. Situada al costat de la caseria de la Sanabra, constitueix un dels millors exemplars romànics del Penedès. A l'interior hi ha un fris i un arc toral que aguantava la volta de canó, ensorrada. La façana té un portal adovellat i un ull de bou, i l'absis mostra una finestra de doble esqueixada.
L'origen de la capella de Santa Maria de la Sanabra se situa al segle xii. A l'interior es conserven pintures del 1614.